# Lubaczówka
Die Lubaczówka (ukrainisch Ljubatschiwka/Любачівка) ist ein rechter Zufluss des San.

## Geografie
Der Fluss, dessen Oberlauf die Bezeichnung  Sawadiwka (Завадівка, polnisch Zawadówka) trägt, entspringt beim Dorf Koty (Коти, im Rajon Jaworiw) in der Ukraine, fließt zunächst nach Nordwesten, erreicht vor Budomierz Polen (Woiwodschaft Karpatenvorland), biegt in der Stadt Lubaczów nach Südwesten ab, nimmt den rechten Zufluss Przerwa auf, wendet sich nach Westen und mündet nach einem Lauf von 88,2 km Länge (davon 67,3 Kilometer in Polen) bei dem Dorf Manasterz in der Mikroregion Płaskowyż Tarnogrodzki in den San.
Das Einzugsgebiet wird mit 1129 km² angegeben.